# 中国人民解放军海军参谋部航海保证局
中国人民解放军海军参谋部航海保证局（中国人民解放军海军海道测量局），局机关驻北京市海淀区西三环中路19号，是中国人民解放军海军参谋部下属局，是中华人民共和国的官方海道测量机构和该国唯一法定的官方航海图书出版机构。

## 沿革
18世纪末期起，英国海军及其他外国人在中国沿海及内河开展水道测量，英国绘制了中国沿海航海图及各大江河的水道图。第一次鸦片战争时期，英国舰队带有专门的测量人员开展测量。此后，英国军舰利用在中国驻泊和游弋的权利，经常擅自测量中国水道并制图出售。为了杜绝列强各国擅自测量，清朝政府逐步认识到自办测绘事业的必要。清朝末年，中日之间发生渤海湾渔业交涉案、二辰丸案、东沙岛交涉案等等，清政府由此开始关注海界问题，而确立海界需要靠海道测绘，中国却没有自己的海图。沿海地方的督抚如两江总督、两广总督、直隶总督等都曾主张中国自办测海事业。1904年以后，中国开始自办测量事业，但从一开始便受由英国人控制的中国海关掌握。从1904年到1922年，中国水道测量事业主要是由外国人控制的中国海关掌握，具体是由江海关税务司掌握，由巡江司执行。1910年，清政府外务部以日本等国觊觎中国的海权、纠纷不断，拟令海军部测绘中国领海内的岛屿。1911年4月，海军部所拟暂行官制奏折中提出，海军部拟设侦测科负责此事，这是中国政府在中央最早设立的测海机构。随后海军部还拟定了中国主要港湾的测绘计划，但因辛亥革命爆发，这些计划都没能实施。
中华民国成立后，1913年12月，中国驻法国公使胡惟德将国际舆图会议情形电告外交部称：“查上次开会，德国拓展测绘中国全境舆图，英不赞成，日本国亦欲承办，又有各就其势力范围分别担任之说，未经议决。此次是必重展。”此前胡惟德曾经建议由中国陆军部、内政部办理测绘详细舆图事宜。鉴于德国、日本等国有代办中国测绘的野心，胡惟德此次再度向中国政府提议。中国外交部、参谋本部也认为“亟宜坚持自办”，并且提出中国自组机关测绘，由大总统宣布办法。为此，参谋本部在1913年12月10日派人在国务会议上宣示抵制之策。随后，参谋本部制定了测绘计划。
1912年，中华民国公布海军部官制，海测工作属海军部军务司负责。后来，军务司设测绘科，但是仅编2人，没有能力筹划和管理海测工作，海测权基本被英国人控制的中国海关海务科掌握。
1919年6月24日至7月16日，第一届国际海道测量大会在英国伦敦召开，筹备成立国际海道测量机构。中华民国派驻英同海军武官陈绍宽中校出席会议，并支持创建国际海道测量局。1921年6月21日在蒙特卡洛正式成立由19个成员国组成的国际海道测量局（IHB）。该局是国际海道测量组织（IHO）的前身。
1921年，中华民国北京政府专门设立海界委员会，讨论领海界线问题。海界委员会委员倪文德等人讨论海界后，认为海界划定需要海道测量，因此建议海军部呈报国务院“从速派员，实行堪丈，以明国界，而卫国权”。海界委员会委员许继祥更请求“按照各国勘海成规，设立测海专局，拟于丈量海界之便，兼测本国全海，以增进军事及国际地位之利益”。海军部接咨呈后，呈文国务院，内称“惟际此库储枯竭之时，自不能另立机关，致增费用”，故建议在海军部内附设海道测量局，“派部中司员兼办，以应急需”。该建议获国务院同意。海军部乃派军务司司长陈恩焘兼充海道测量局局长。1921年10月，海军部设海道测量局于上海吴淞炮台海军学校内，成立初期仅有测量技术人员4人。海道测量局成立后，海军部指派海军总司令公署派员筹划测量。1921年11月23日，海军总司令公署总司令蒋拯请求海军部向税务处商拨关款和借用洋员。1922年1月，海军部将海军总司令的意见转达税务处，建议海关巡工司和海道测量局联合工作，由海关拨经费。同时，海军部代表也将该意见带到海界委员会会议上，当时税务处代表黄厚诚说：“海道测量局拨用关款及借用人员事，总税务司颇愿尽力。”但是，总税务司安格联虽表示愿拨经费，“惟要求海道测量由其指挥办理。”这遭到海界委员会倪文德、沈成鹄等委员反对。海界委员会第十四次会议时，倪文德提议将海道测量局作为专职机关，并向海军部呈文。其提议获得北京政府批准。1922年2月，海军部派许继祥充任海道测量筹备处处长，不久在上海正式设海道测量局，由许继祥任局长。1922年11月，海道测量局划归海军总司令节制。许继祥任海道测量局局长后，经海军部向财政部接洽，转饬海关总税务司把海关代办测绘事权移交给海道测量局，正式收回自办。接办初期，海道测量局人员和经费短缺、技术面临困难。为此，海道测量局和江海关税务司商洽，并获海关支持，“所有原办测量任务之重要洋员，仍旧聘请担任。”1922年7月，聘海关副巡工司米禄司（英国人）为海道测量局副局长，负责测绘技术和教练测绘学员事项。同时派大批学员赴国外考察学习。1922年，海道测量局正式加入国际海道测量公会为会员。
1922年，中华民国政府成立海军海道测量局，但规模和能力有限，中国的海测权仍基本被英国人控制的中国海关海务科掌握。1924年，因为测量人员不足，海军海道测量局增列水道测量技术一科。1929年，南京国民政府设立海军部，并于1929年6月1日正式成立。其中海政司设测绘、设计、警备、海事四科。1929年11月1日， 海军部公布海道测量局暂行条例。1934年，海道测量局迁至上海纱布交易所办公，1935年再迁至上海枫林桥新建楼内办公。1938年1月，海军海道测量局奉令撤销，此后直到抗日战争结束一直未能开展系统的海道测量。1946年春，在上海恢复海军海道测量局，后由顾维翰任局长。其后海测业务近乎停顿:330。1949年中国国民党方面党政军各单位在第二次国共内战即将失败时撤往台湾，中华民国海军海道测量局全部舰艇及大部分设备、人员迁往台湾。
1949年5月26日上海解放。1949年6月，中国人民解放军上海市军事管制委员会海军接管部把在上海残留的航道测量局为基础组建了华东军区海军海道测量局，内设制图、测量、海事、潮汐等课、铅印厂、测量队、“开明”号轮、“渔威“号轮、“登为”登陆艇、“登志”登陆艇。1951年2月转隶中国人民解放军海军司令部，改称中国人民解放军海军海道测量局，内设技术主任室、制图、测量、潮汐、海事等机构；在3个海区分设机动测量队和水道测量科。1953年7月扩建为中国人民解放军海军司令部海道测量部，内设制图、测量、海洋气象、航标、航海等5个业务处；各海区设海道测量处。1956年8月底，海道测量部机关迁至天津。1959年11月，改称中国人民解放军海军司令部航海保证部。2012年增加新名称中国人民解放军海军海道测量局。按照《中华人民共和国测绘法》的有关规定，中国人民解放军海军负责管理中华人民共和国的海洋基础测绘工作，中国人民解放军海军海道测量局是中华人民共和国官方海道测量机构，是中华人民共和国唯一法定的官方航海图书出版机构。2016年，在深化国防和军队改革中，中国人民解放军海军司令部航海保证部撤销，成立中国人民解放军海军参谋部航海保证局，同时继续使用中国人民解放军海军海道测量局的名称。
1953年，哈尔滨军事工程学院设海道测量科，这是中国历史上首次在高等院校设置海道测量专业。1959年4月，中国人民解放军总参谋部测绘学院成立海道测量系，为海军培养海道测量和海图制图人才。1962年12月设测绘学院江山海测系，1966年1月归海军建制领导，文革时期解散。1970年，在大连海军学校成立海测教学小组，1973年6月成立海道测量教研室，1978年3月正式组建海军第一水面舰艇学校海洋测绘系（后发展为中国人民解放军海军大连舰艇学院海洋测绘系）。
中华人民共和国成立前，中国自行开展的海道测量仅测图60余幅，测深4万余公里。中华人民共和国成立后，1958年开始大规模的海区基本测量工作，在9年间测水深图520幅，测深里程78万公里。文革期间，海道测量工作停滞。1978年后，海道测量工作获得高速发展，大批培养高级技术人才，并组建了中国人民解放军海军海洋测绘研究所，建造了大型远洋测量船，引进及研制了许多海道测量仪器装备。

## 机构设置
该局设有航海导航机构、海道测量机构、海洋气象水文机构、防险救生机构。在中国人民解放军北部战区海军、东部战区海军、南部战区海军设有海道测量及调查船队；在中国人民解放军海军大连舰艇学院设有海洋测绘系；在天津设有中国航海图书出版社，负责海图和航海书表的出版发行工作；在天津还设有中国人民解放军海军海洋测绘研究所，负责基础理论研究、新技术应用开发、技术标准编制、仪器设备研制、调查技术方法研究；在中国各沿海城市、中国香港、日本东京、新加坡设有航海图书供应站及代理机构。
- 中国航海图书出版社：位于天津市滨海新区塘沽上海道1716号[10]。成立于1949年5月。1959年，出版中华人民共和国第一代海图。1972年，出版太平洋、印度洋、大西洋海区航行图。1982年，中国300万平方公里的海洋国土全部有了国产海图。1996年，奉命编制《中华人民共和国大陆领海部分基线和西沙群岛领海基线图》。2000年，在中华人民共和国和越南社会主义共和国的海上划界谈判中提供海图。1988年，将计算机技术引入海图编制。1990年，成立中华人民共和国首个数字海图生产研制实体。1994年，研制出中国首批数字海图。此后截至2009年，陆续攻克了不同比例尺海图无缝拼接等6项核心技术问题，获4项世界独创成果、17项中国国内先进成果[11]。
- 中国人民解放军海军海洋测绘研究所：位于天津市河西区友谊路40号。
  - 《海洋测绘》期刊：1981年创刊。由海军参谋部直属工作局主管，海军海洋测绘研究所主办。2001年7月，经中华人民共和国新闻出版总署和中国人民解放军总政治部批准公开出版发行[12]。

## 历任领导

### 附：清朝
海军部军学司调查科科长、侦测科科长
（侦测科原名调查科，宣统三年三月二十四日即1911年4月22日改为侦测科）
- 刘传绶（1910年12月5日—1911年4月22日，调查科科长）
- 杨祖谦（1911年4月22日任，侦测科科长）[5]:51

### 附：中华民国
（北京政府）海军部军务司测绘科科长
（军务司后改海政司）
- 刘田甫（1912年9月8日—1918年11月28日赴日留学；1920年7月复任）
- 曾宗巩（1912年9月8日—1916年3月上调）
- 杨征祥（1912年9月8日任）
- 宋建勋（1924年1月23日任）[5]:82

| （北京政府）海道测量局局长 - 陈恩焘（1921年10月—1922年5月，海军部军务司司长兼） - 许继祥（1922年5月—1927年3月26日）:115 | （北京政府）海道测量局技术副局长 - 米禄司（1924年4月聘） - 吴光宗（1922年5月兼署）:115 |

南京国民政府海军部海政司测绘科科长
- 刘德浦 海军上校（1933年9月27日任，兼理海道测量局局长）[5]:176

海军海道测量局局长
- 顾维翰 海军上校（1946年12月任）[5]:330

### 中华人民共和国
华东军区海军驻海道测量局代表
- 周一萍（？—？）[13]

中国人民解放军海军海道测量局局长
中国人民解放军海军司令部海道测量部部长
| 中国人民解放军海军司令部航海保证部部长 - 律巍（1958年5月—1961年） - 魏鸣森（1961年—1970年） …… - 刁愈之（1975年11月—？） - 冯洪达（1982年—1983年） …… - 黄祖谟（？—？） - 孔令户 海军大校（？—？） - 杨印本 海军大校（？—？） - 李鹏程 海军大校（？—2011年） - 刘志浩 海军大校（2011年—？） | 中国人民解放军海军司令部航海保证部政治委员 …… - 马金昌（？—1966年12月） - 师凤翔（？—？） …… |

中国人民解放军海军参谋部航海保证局局长